# Истребитель демонов: Деревня кузнецов
«Истреби́тель де́монов: Дере́вня кузнецо́в» (яп. 鬼滅の刃 刀鍛冶の里編 Кимэцу но яиба Катанакадзи но сато-хэн) — японский аниме-фильм в жанрах боевика и фэнтези, основанный на сюжетных арках «Квартал красных фонарей» и «Деревня кузнецов» из серии манги «Истребитель демонов», написанной Коёхару Готогэ. Фильм является прямым продолжением второго сезона аниме-сериала и его второй киноадаптацией после фильма «Истребитель демонов: Поезд „Бесконечный“» (2020). Режиссёром выступил Харуо Сотодзаки, а сценаристами — сотрудники студии Ufotable. Производством занималась Ufotable совместно с Aniplex и Shueisha.
В отличие от предыдущего фильма, который был создан специально для кинотеатрального проката, «Деревня кузнецов» является фильмом-компиляцией: в нём присутствуют кадры из последних двух эпизодов второго сезона и из первого эпизода третьего сезона, который на момент премьеры фильма ещё не вышел в эфир.
Премьера фильма в Японии состоялась 3 февраля 2023 года, дистрибьютором выступила компания Toho (в сотрудничестве с Aniplex); а в течение марта 2023 года фильм выходил в прокат и в других странах. Критики похвалили повествование, анимацию и боевые сцены. Проект собрал $56,1 млн в мировом прокате. 2 февраля 2024 года вышел третий фильм — «Истребитель демонов: На тренировку столпов».

## Сюжет
Во время сражения с Гютаро и его сестрой Даки, шестыми молодыми лунами из Дюжины бесовских лун, Тандзиро Камадо, Дзэницу Агацума, Иноскэ Хасибира и звуковой столп Тэнгэн Удзуй понимают, что единственный способ убить их — одновременно отрубить им обоим головы. Группе удаётся обезглавить Даки, однако Гютаро ранит Иноскэ со спины и отравляет его, возвращая голову сестры на место. Дзэницу толкает Тандзиро с крыши, чтобы спасти от оби Даки, а после этого Гютаро насмехается над Тандзиро за его неспособность спасти друзей.
Гютаро предлагает Тандзиро стать демоном, но тот в ответ бьёт его головой и ранит отравленным кунаем. Гютаро оказывается обездвижен, и Тандзиро пытается отрубить ему голову. Даки собирается вмешаться, однако Дзэницу нападает на неё и использует свою технику дыхания с целью достигнуть её шеи, а после к нему присоединяется Иноскэ, который сместил свои внутренние органы на небольшое расстояние до удара. Гютаро избавляется от куная и восстанавливается; ему почти удаётся убить Тандзиро, однако в битву вмешивается Тэнгэн. Тандзиро собирается с силами и разрубает шею Гютаро, в то же время Дзэницу и Иноскэ поступают аналогичным образом с Даки.
После финальной атаки истребители отрубают брату и сестре головы, которые падают друг против друга. Тэнгэн приказывает отравленному Тандзиро бежать, после чего тело Гютаро взрывается и создаёт волны кровавых клинков, уничтожая город. Нэдзуко, сестра-демон Тандзиро, сжигает кровавые лезвия с помощью своей Магии крови и исцеляет брата от яда. Она также выжигает яд Гютаро из Иноскэ и Тэнгэна, спасая им жизни. Тандзиро обнаруживает умирающих Гютаро и Даки, которые спорят о своём поражении и оскорбляют свои отношения.
Тандзиро вмешивается, но Даки умирает первой, после чего Гютаро вспоминает об их человеческой жизни до превращения в демонов и также обращается в прах. В загробном мире Гютаро и Даки воссоединяются, обещают друг другу больше никогда не расставаться и вместе отправляются в ад. Прибывает змеиный столп Обанай Игуро, который с сарказмом поощряет Тэнгэна за убийство молодой луны, а Тэнгэн принимает решение уйти в отставку и сообщает о потенциале Тандзиро.
Тем временем король демонов Мудзан Кибуцудзи созывает оставшихся пятерых молодых лун — Акадзу, Гёкко, Хантэнгу, Дому и Кокусибо, — и сообщает о смерти Гютаро. Он пеняет им за их поражения и отсутствие пользы, после чего отправляет Гёкко и Хантэнгу на совместную миссию.
Спустя два месяца Тандзиро по-прежнему восстанавливается от полученных травм, в то время как Дзэницу и Иноскэ отправляются на индивидуальные миссии. Кузнец Хотару Хаганэдзука отказывается выковать новую катану для Тандзиро из-за того, что тот ломал предыдущие, и тогда Тандзиро предлагают отправиться в Деревню кузнецов и обсудить этот вопрос лично с ним. Они с Нэдзуко прибывают туда и встречают любовного столпа Мицури Канродзи, а также старосту деревни Тэттина Тэттикавахару, который уверяет Тандзиро в том, что заставит Хотару выковать новую катану.
Придя на горячие источники, Тандзиро и Нэдзуко встречают Гэнъю, истребителя демонов и младшего брата ветряного столпа Санэми Синадзугавы, который злится на Тандзиро, бьёт его и уходит. В деревне Мицури по секрету рассказывает Тандзиро о спрятанном на территории деревни «секретном оружии», которое может сделать его сильнее, и прощается с братом и сестрой. На следующий день Тандзиро отправляется на поиски Хотару, встречает туманного столпа Муитиро Токито и видит рядом с ним фигуру, в которой узнаёт человека из своих снов.

## Актёры и персонажи
| Персонаж                                                      | Сэйю              |
| ------------------------------------------------------------- | ----------------- |
| Тандзиро Камадо (яп. 竈門 炭治郎 Камадо Тандзиро:)            | Нацуки Ханаэ      |
| Нэдзуко Камадо (яп. 竈門 禰豆子 Камадо Нэдзуко)               | Акари Кито        |
| Дзэницу Агацума (яп. 我妻 善逸 Агацума Дзэнъицу)              | Хиро Симоно       |
| Иноскэ Хасибира (яп. 嘴平 伊之助 Хасибира Иносукэ)            | Ёсицугу Мацуока   |
| Тэнгэн Удзуй (яп. 宇髄 天元 Удзуй Тэнгэн)                     | Кацуюки Конъиси   |
| Гютаро / Шестая молодая луна (яп. 妓夫太郎 Гю:таро:)          | Рёта Осака        |
| Даки / Шестая молодая луна (яп. 堕姫)                         | Миюки Савасиро    |
| Хинацуру (яп. 雛鶴)                                           | Ацуми Танэдзаки   |
| Макио (яп. まきを)                                            | Сидзука Исигами   |
| Сума (яп. 須磨)                                               | Нао Тояма         |
| Мудзан Кибуцудзи (яп. 鬼舞辻無惨 Кибуцудзи Мудзан)            | Тосихико Сэки     |
| Кокусибо / Первая молодая луна (яп. 黒死牟 Кокусибо:)         | Рётаро Окиаю      |
| Дома / Вторая молодая луна (яп. 童磨 До:ма)                   | Мамору Мияно      |
| Акадза / Третья молодая луна (яп. 猗窩座)                     | Акира Исида       |
| Хантэнгу / Четвёртая молодая луна (яп. 半天狗)                | Тосио Фурукава    |
| Гёкко / Пятая молодая луна (яп. 玉壼)                         | Косукэ Ториуми    |
| Накимэ (яп. 鳴女)                                             | Марина Иноуэ      |
| Мицури Канродзи (яп. 甘露寺 蜜璃 Канродзи Мицури)             | Кана Ханадзава    |
| Муитиро Токито (яп. 時透 無一郎 Токито: Муитиро:)             | Кэнго Каванъиси   |
| Обанай Игуро (яп. 伊黒 小芭内 Игуро Обанай)                   | Кэнъити Судзумура |
| Канао Цуюри (яп. 栗花落 カナヲ Цуюри Канао)                   | Рэйна Уэда        |
| Аой Кандзаки (яп. 神崎 アオイ Кандзаки Аой)                   | Юри Эхара         |
| Суми Накахара (яп. 中原 すみ Накахара Суми)                   | Аюми Мано         |
| Киё Тэраути (яп. 寺内 きよ Тэраути Киё)                       | Нанами Ямасита    |
| Нахо Такада (яп. 高田 なほ Такада Нахо)                       | Юки Кувахара      |
| Гэнъя Синадзугава (яп. 不死川 玄弥 Синадзугава Гэнъя)         | Нобухико Окамото  |
| Хотару Хаганэдзука (яп. 鋼鐵塚 螢 Хаганэдзука Хотару)         | Дайсукэ Намикава  |
| Кагая Убуясики (яп. 産屋敷 耀哉 Убуясики Кагая)               | Тосиюки Морикава  |
| Аманэ Убуясики (яп. 産屋敷 天音 Убуясики Аманэ)               | Рина Сато         |
| Тэттин Тэттикавахара (яп. 鉄地河原 鉄珍 Тэттикавахара Тэттин) | Юсаку Яра         |
| Котэцу (яп. 小鉄)                                             | Аюму Мурасэ       |
| Гото (яп. 後藤 Гото:)                                         | Макото Фурукава   |
| Сумиёси (яп. 炭吉)                                            | Хирофуми Нодзима  |
| Ёриити Цугикуни (яп. 継国 縁壱 Цугикуни Ёриити)               | Кадзухико Иноуэ   |

## Премьера
Фильм вышел в прокат в Японии 3 февраля 2023 года. В общей сложности в пределах страны его показывали в 418 кинотеатрах, 38 из них поддерживали формат IMAX. 2 марта фильм вышел в прокат в Италии, Австралии, Южной Кореи и Новой Зеландии, а 10 марта — в Мексике и Норвегии.

## Реакция

### Кассовые сборы
«Истребитель демонов: Деревня кузнецов» собрал $10,1 млн в США и Канаде и $46 млн в других странах, в общей сложности собрав $56,1 млн по всему миру.
В США и Канаде «Истребитель демонов: Деревня кузнецов» вышел в прокат в один день с фильмами «Крид 3» и «Операция „Фортуна“: Искусство побеждать», и прогнозировалось, что в свои первые выходные фильм соберёт $7,5—10 млн в 1 774 кинотеатрах. По итогам дебютного уикенда он собрал $10,1 млн и занял четвёртое место в прокате.

### Отзывы критиков
На сайте-агрегаторе рецензий Rotten Tomatoes фильм имеет рейтинг 75 % со средней оценкой 6,5 / 10 на основе 8 отзывов. Зрители, опрошенные для CinemaScore, дали фильму средневзвешенную оценку «B+» по шкале от A+ до F. PostTrak сообщил, что 74 % зрителей дали фильму положительную оценку, при этом 61 % сказал, что определённо рекомендовал бы его к просмотру.
Жасмин Лейн из The Austin Chronicle дала фильму 2 звезды из 5 и написала: «В то время как первый фильм, „Поезд «Бесконечный»“, был кассовым хитом и редким примером использования формата полнометражки для более лаконичного и динамичного рассказа следующей арки истории „Истребителя демонов“, „Деревня кузнецов“ — не могу лишний раз не подчеркнуть — это просто похожий на музыкальный клип рекап первой пары сезонов, за которым следуют небрежно сжатые вместе три эпизода, у которых даже титры остались нетронутыми».

## Комментарии
1. ↑  События последних двух эпизодов второго сезона аниме-сериала.